# Міддл-Пакстон Тауншип (округ Дофін, Пенсільванія)
Міддл-Пакстон Тауншип (англ. Middle Paxton Township) — селище (англ. township) в США, в окрузі Дофін штату Пенсільванія. Населення — 5048 осіб (2020).

## Демографія
Згідно з переписом 2010 року, у селищі мешкало 4976 осіб у 2060 домогосподарствах у складі 1502 родин. Було 2208 помешкань
Расовий склад населення:
| - 97,0 % — білих - 0,9 % — чорних або афроамериканців - 0,5 % — азіатів - 0,1 % — корінних американців |

До двох чи більше рас належало 1,3 %. Частка іспаномовних становила 1,8 % від усіх жителів.
За віковим діапазоном населення розподілялося таким чином: 18,3 % — особи молодші 18 років, 66,0 % — особи у віці 18—64 років, 15,7 % — особи у віці 65 років та старші. Медіана віку мешканця становила 47,7 року. На 100 осіб жіночої статі у селищі припадало 99,9 чоловіків;  на 100 жінок у віці від 18 років та старших — 100,0 чоловіків також старших 18 років.
Середній дохід на одне домашнє господарство  становив 98 559 доларів США (медіана — 67 643), а середній дохід на одну сім'ю — 101 747 доларів (медіана — 77 520). Медіана доходів становила 52 434 долари для чоловіків та 42 344 долари для жінок. За межею бідності перебувало 7,7 % осіб, у тому числі 14,9 % дітей у віці до 18 років та 2,0 % осіб у віці 65 років та старших.
Цивільне працевлаштоване населення становило 2805 осіб. Основні галузі зайнятості: публічна адміністрація — 15,9 %, освіта, охорона здоров'я та соціальна допомога — 15,6 %, роздрібна торгівля — 14,5 %.